# Sprenger Bächlein
Das Sprenger Bächlein ist ein Fließgewässer im bayerischen Landkreis Rosenheim. Es entsteht im Hochholz und mündet nach kurzem westwärtigem Verlauf ins Seebachl, das ab diesem Punkt Röthbach genannt wird.